# Pauli Murray
Anna Pauline "Pauli" Murray, född 20 november 1910 i Baltimore, Maryland, död 
1 juli 1985 i Pittsburgh, Pennsylvania, var en amerikansk medborgarrättsaktivist, aktivist för kvinnors rättigheter, advokat, präst, socialist, poet och författare.

## Biografi
Murrays mor Agnes Murray dog av hjärnblödning 1914. Hennes far William Murray var lärare, men sjuk i tyfoidfeber. Han mördades av en vakt på Crownsville State Hospital 1923. Murray uppfostrades mestadels av sina morföräldrar i Durham, North Carolina. Vid 16 års ålder flyttade hon till New York för att studera vid Hunter College. Hon tog examen 1933. 
År 1940 arresterades Murray med en vän för att de, inspirerade av Gandhi, brutit mot segregationslagar i Virginia.
Hon studerade juridik vid Howard University. Den sexism som hon mötte där kallade hon för "Jane Crow", en hänvisning till Jim Crow-lagarna. Murray var bäst i sin klass, men hon fick inte forska vidare på Harvard University på grund av sitt kön. Hon tog en magisterexamen i juridik vid University of California, Berkeley, och år 1965 tog hon en doktorsexamen vid Yale Law School.
Som advokat arbetade Murray för medborgerliga rättigheter och kvinnors rättigheter. Hon engagerade sig i den socialistiska organisationen Workers Defense League. Murray var anställd på Ghana School of Law, Benedict College, och Brandeis University. Tillsammans med bland andra Betty Friedan grundade hon National Organization for Women.
Thurgood Marshall från NAACP kallade Murrays bok, States' Laws on Race and Color för medborgarrättsrörelsens "bibel".
1973 började Murray istället att engagera sig i Episkopalkyrkan, där hon blev präst 1977. Hon hörde till den första generationen kvinnliga präster. 
Murray brottades hela livet med sin sexuella identitet och könsidentitet. Hon hade i tonåren ett kort äktenskap med en man och efter det flera relationer med kvinnor. I sina yngre år uppträdde hon ibland som pojke, och när hon arresterades 1940 kallade hon sig för Oliver. Hon övervägde ett tag kirurgi för att se om hon hade manliga könsorgan.